# Okegawa
Okegawa (桶川市 Okegawa-shi?) es una ciudad en la prefectura de Saitama, Japón, localizada en el centro-este de la isla de Honshū, en la región de Kantō. Tenía una población estimada de 74 115 habitantes el 1 de marzo de 2021 y una densidad de población de 2924 personas por km².

## Geografía
Okegawa está localizada en el centro-este de la de la prefectura de Saitama, siendo atravesada de norte a sur por el río Arakawa. Limita con las ciudades de Ageo, Kitamoto, Kōnosu, Hasuda y Kuki, y con los pueblos de Ina y Kawajima.

## Historia
Durante el período Edo, Okegawa-shuku era la sexta de las sesenta y nueve estaciones del Nakasendō, una de las dos rutas que conectaban Edo con Kioto. Con el establecimiento del sistema de municipios el 1 de abril de 1889, se estableció el pueblo moderno de Okegawa dentro del distrito de Iruma. El 1 de enero de 1955, Okegawa se anexionó la villa vecina de Kano, seguido de Kawataya el 10 de marzo de 1955. Okegawa fue elevado al estatus de ciudad el 3 de noviembre de 1970.

## Demografía
Según los datos del censo japonés, la población de Okegawa ha crecido en los últimos 60 años.
| Gráfica de evolución demográfica de Okegawa entre 1940 y 2015 |
|                                                               |
| Oficina de Estadística de Japón                               |